# Neosymydobius acutipilosus
Neosymydobius acutipilosus är en insektsart. Neosymydobius acutipilosus ingår i släktet Neosymydobius och familjen långrörsbladlöss. Inga underarter finns listade i Catalogue of Life.